# 千葉ジェッツふなばしネクスト
千葉ジェッツふなばしネクスト（ちばジェッツふなばしネクスト、英: Chiba Jets Funabashi Next）は、千葉県船橋市をホームタウンとして南関東リーグに所属している。男子社会人バスケットボールチームである。

## 歴史

### ピアスアローバジャーズ
1971年、県立安房高校バスケットボール部の在京OBが中心となり、「ピアスアローバジャーズ」として富浦町（現・南房総市）で結成される。
1975年、豊島区バスケット協会リーグに加盟。
1977年、豊島区リーグ1部昇格。
1987年から1996年まで実業団チームを招待して「さざなみスプリングカップ」を開催。1990年代には男女日本リーグに所属するチームも参加してメディアにも取り上げられた。一方日本リーグがオフになる夏季のリーグ戦ではスポットながら日本代表クラスも加入していた。
1997年、一時活動停止。

### 千葉バジャーズ
2001年4月、運営会社「(有)東京スポーツプロモーション」が設立され、千葉県に移し「千葉バジャーズ」として再開。
実業団バスケットボール連盟に加入登録し、以降県内タイトルを総なめにする。
2003年、全日本実業団バスケットボール競技大会で優勝を果たす。

### 千葉ピアスアローバジャーズ
2005年、さいたまブロンコスの脱退に伴い日本リーグに参戦。チーム名を「千葉ピアスアローバジャーズ」と改名。同年、下部組織を統括する特定非営利活動法人千葉バジャーズスポーツクラブも設立され、サテライトチーム及びスクールも発足。サテライトは千葉県実業団バスケットボール連盟に加盟。初年度は完全優勝で終え、2シーズン連覇を成し遂げる。
2007年発足の日本バスケットボールリーグ参入が内定していたが、最終審査の結果初年度の参入は見送られ、日本バスケットボールリーグ2部機構（JBL2）に参加。
JBL2初年度はレギュラーシーズン1位ながらファイナルで栃木ブレックスに敗れ準優勝に終わる。
2008年4月3日、申し入れていたJBL2自主退会がJBL2臨時総会にて承認。理由は次年度の運営資金獲得の目処が立たなかったこと。「(有)東京スポーツプロモーション」は譴責として運営から撤退し、次季より千葉県実業団バスケットボール連盟に所属する。これに伴い運営は千葉バジャーズスポーツクラブに変わり、サテライトは廃止。
2009年、実業団連盟からクラブ連盟に転籍。オールジャパンの関東代表となる予定だったが、二重登録選手が3名いたため、競技者登録規定違反により取り消された。
2009-2010年のbjリーグの新規参入の申請をしていた。（その後、千葉県からは千葉ジェッツがbjリーグ加盟を果たした。）

### 千葉エクスドリームス
2010年4月、チーム名を「千葉エクスドリームス（英: Chiba X Dreams）」に改称。運営組織も「ドリームヴィレッジ」に改称した。
地元開催となるゆめ半島千葉国体の代表選考大会を勝ち抜き、7人が千葉県代表候補に選出される。また、チームとしてもオールジャパン出場を果たした。
2011年4月からは千葉ジェッツの運営会社である株式会社ASPEに移管され、同球団のサテライトチームとして活動する。一方ドリームヴィレッジは千葉ジェッツバスケットボールスクールの指導者派遣及び公認のジュニアクラブ「ドリームジェッツ」の運営を行う。

### 千葉ジェッツネクスト
チーム名を千葉ジェッツネクストに改名。2015年よりこのチーム名で活動を開始し、県クラブ選手権で優勝。

### 千葉ジェッツふなばしネクスト
トップチームが千葉ジェッツふなばしに改称したことから当チームも千葉ジェッツふなばしネクストに改称。

## 選手とスタッフ

### 選手
| No. | P  | 名前       | 生年 | 身長/体重 | 出身   | 前所属         |
| --- | -- | ---------- | ---- | --------- | ------ | -------------- |
| 0   | G  | 池田裕介   | 1988 | 178/65    | 福岡県 | 江戸川大       |
| 1   | SG | 崎元康弘   | 1977 | 178/81    | 千葉県 | 順天堂大       |
| 2   | SG | 長田茂雄   | 1981 | 177/65    | 千葉県 | 東海大         |
| 3   | PF | 小山純     | 1988 | 188/95    | 千葉県 | 大東文化大     |
| 4   | F  | 日影カイル | 1988 | 185/83    | 東京都 | ウィチタ州立大 |
| 5   | PG | 秋元啓人   | 1983 | 172/70    | 千葉県 | 日本大         |
| 6   | G  | 家後和志   | 1982 | 177/70    | 日本大 |                |
| 8   | PF | 黒田裕     | 1983 | 194/97    | 千葉県 | 明治大         |
| 9   | SF | 井上知徳   | 1986 | 186/83    | 新潟県 | 駒澤大         |
| 11  | SG | 伊藤恭平   | 1988 | 176/68    | 千葉県 | 早稲田大       |
| 15  | C  | 勝山祐樹   | 1981 | 194/100   | 新潟県 | 青山学院大     |
| 22  | F  | 湯浅健司   | 1983 | 187/75    | 千葉県 | 早稲田大       |
| 23  | F  | 兵後勇次   | 1988 | 185/85    | 三重県 | 大東文化大     |
| 24  | SG | 髙木賢伸   | 1983 | 187/80    | 千葉県 | 早稲田大       |
| 54  | PG | 上村健太   | 1982 | 173/68    | 千葉県 | 駒澤大         |

### 育成選手
| No. | P | 名前     | 生年 | 身長/体重 | 出身   | 前所属         |
| --- | - | -------- | ---- | --------- | ------ | -------------- |
| 5   | G | 清野浩司 | 1992 | 178/77    | 北海道 | 船橋北高       |
| 18  | G | 椎名健太 | 1992 | 178/70    | 千葉県 | 我孫子高       |
| 32  | G | 林昌宏   | 1991 | 174/66    | 東京都 | 東京学館浦安高 |

### 監督陣
- 監督: 菊地隆司
- GM: 神作大介
- ヘッドコーチ: 有川太郎
- アシスタントコーチ: 平智子

### 過去の所属選手
- 中村彰久
- 岩佐潤
- 宮ノ腰達也
- 田中範昌
- 小原匡博
- 福田幹也
- 亀﨑光博
- 劉衡
- 田中健介
- 末廣潤
- 長谷川武
- 岡村憲司
- 一色翔太
- 狩俣昌也
- 高田秀一
- 俊野達彦

### ピアスアローバジャーズ時代に参加した主な選手
- 加賀谷寿
- 倉石平
- 後藤敏博
- 斎藤一人
- 鈴木貴美一
- 高木寛治
- 外山英明
- 廣瀬昌也
- 祐木毅